# Liste der Biografien/Willc
Liste der Biografien |
Portal Biografien |
Personensuche
# |
A |
B |
C |
D |
E |
F |
G |
H |
I |
J |
K |
L |
M |
N |
O |
P |
Q |
R |
S |
T |
U |
V |
W |
X |
Y |
Z |
?
 
Wa |
Wc |
Wd |
We |
Wh |
Wi |
Wj |
Wl |
Wn |
Wo |
Wr |
Ws |
Wt |
Wu |
Ww |
Wy |
Wz
 
Wia |
Wib |
Wic |
Wid |
Wie |
Wif |
Wig |
Wih |
Wii |
Wij |
Wik |
Wil |
Wim |
Win |
Wio |
Wip |
Wir |
Wis |
Wit |
Wiv |
Wiw |
Wix |
Wiz
 
Wila |
Wilb |
Wilc |
Wild |
Wile |
Wilf |
Wilg |
Wilh |
Wili |
Wilj |
Wilk |
Will |
Wilm |
Wiln |
Wilo |
Wilp |
Wilr |
Wils |
Wilt |
Wilu |
Wilw |
Wily |
Wilz
 
Willa |
Willb |
Willc |
Willd |
Wille |
Willf |
Willg |
Willh |
Willi |
Willj |
Willk |
Willm |
Willn |
Willo |
Willr |
Wills |
Willu |
Willv |
Willw |
Willy
Die Liste der Biografien führt alle Personen auf, die in der deutschsprachigen Wikipedia einen Artikel haben. Dieses ist eine Teilliste mit 16 Einträgen von Personen, deren Namen mit den Buchstaben „Willc“ beginnt.

## Willc

### Willco
- Willcocks, David (1919–2015), britischer Chorleiter, Komponist und Organist
- Willcocks, James (1857–1926), britischer General
- Willcocks, Michael (* 1944), britischer Generalleutnant
- Willcocks, William (1852–1932), britischer Bauingenieur
- Willcox Smith, Jessie (1863–1935), US-amerikanische Illustratorin
- Willcox, Abbey (* 1996), australische Freestyle-Skisportlerin
- Willcox, Brodie McGhie (1784–1862), britischer Reeder
- Willcox, Henry (1889–1968), britischer Heeresoffizier, Generalleutnant
- Willcox, John Henry (1827–1875), US-amerikanischer Komponist
- Willcox, Jules, US-amerikanische Schauspielerin und Synchronsprecherin
- Willcox, Karen, neuseeländische Luft- und Raumfahrtingenieurin, Informatikerin und Hochschullehrerin
- Willcox, Peter (* 1953), amerikanischer Aktivist der Umweltschutzorganisation Greenpeace
- Willcox, Sheila (1936–2017), britische Vielseitigkeitsreiterin
- Willcox, Spiegle (1903–1999), US-amerikanischer Jazz-Posaunist
- Willcox, Toyah (* 1958), britische Sängerin und SchauspielerinToyah Willcox (* 1958)

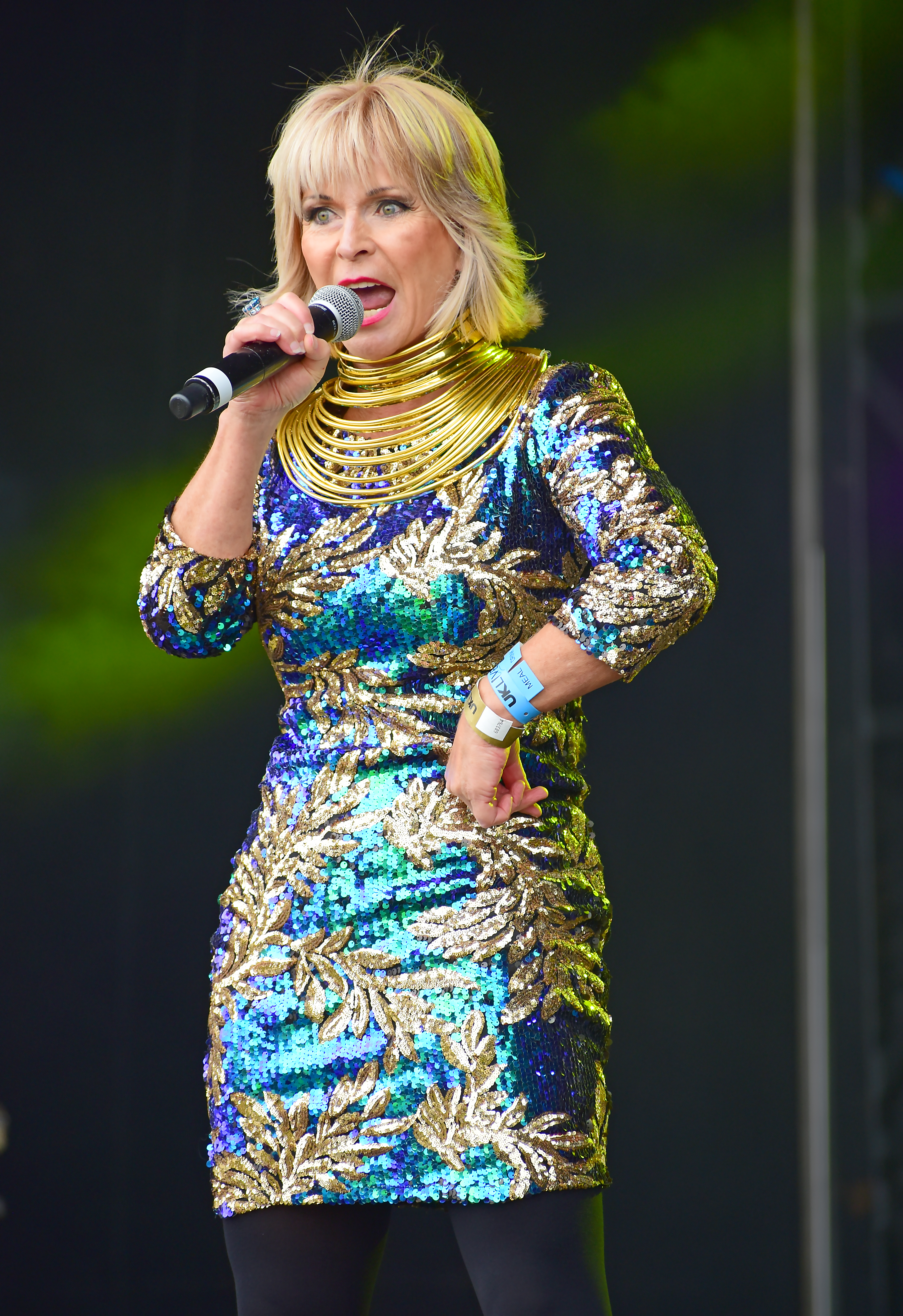
Toyah Willcox (* 1958)

- Willcox, Washington F. (1834–1909), US-amerikanischer Politiker